# Tendring (Essex)
Tendring ist ein Dorf und eine Civil parish in Essex, die namengebende Gemeinde für den District Tendring sowie in den Jahrhunderten zuvor für die Tendring hundred – beides nicht wegen seiner Größe gegenüber den anderen Ortschaften der Landschaft, sondern wegen seiner zentralen Lage. Zu Tendring gehören Goose Green, Tendring Green und Tendring Heath. Das Dorf hat 736 Einwohner (Stand 2011).